# HD 22799
HD 22799，又名BD-10 717，SAO 149082、HR 1117，是一颗恒星，视星等为6.19，位于銀經198.28，銀緯-47.14，其B1900.0坐标为赤經3h 34m 38.5s，赤緯-10° -47.14′ 35″。